# Dấu trên xu bạc

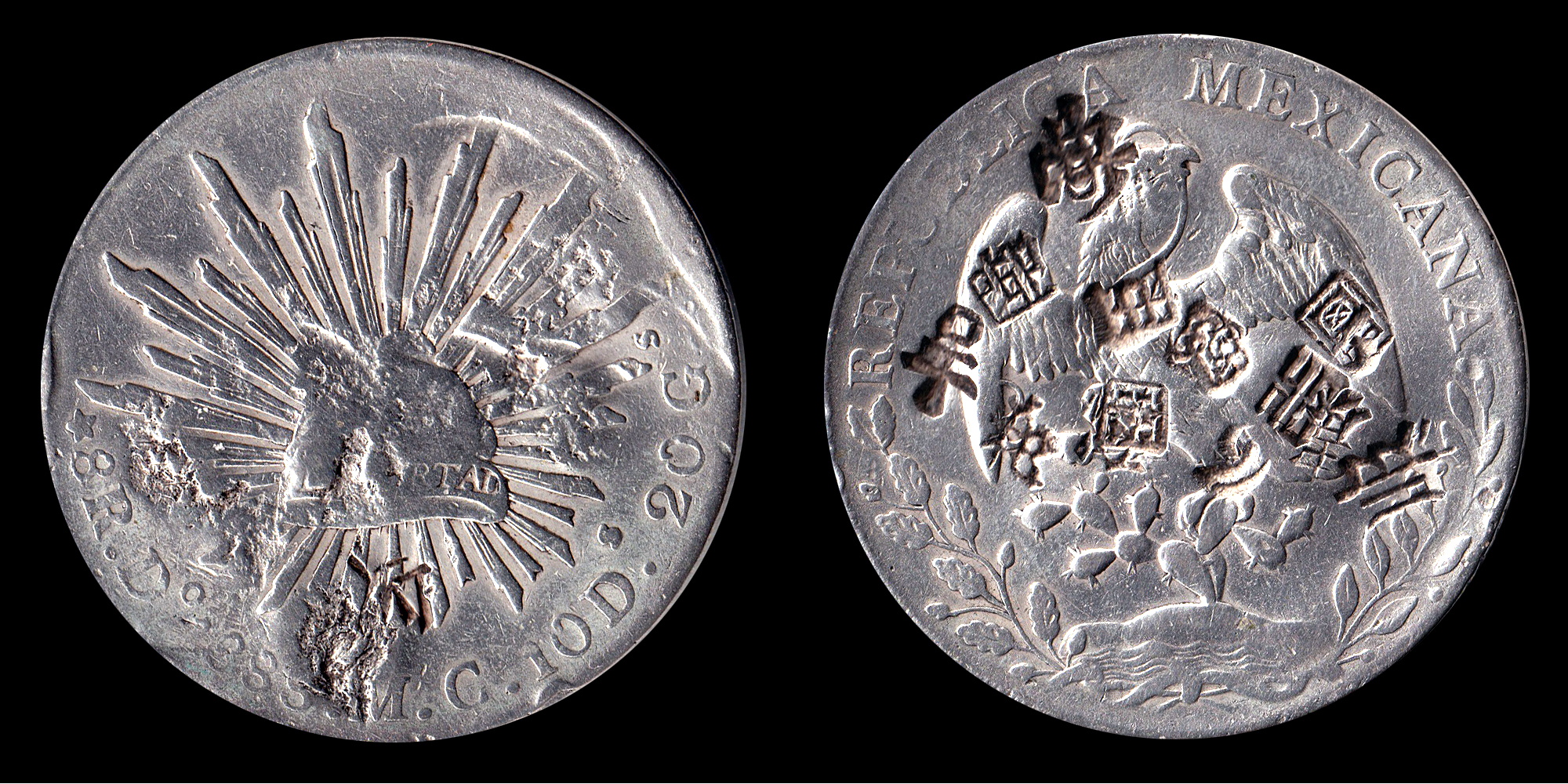
Đồng xu bạc 8 reales của Mexico năm 1888 có nhiều dấu do các thương gia Trung Quốc đóng lên

Dấu trên xu bạc hay Dấu chặt trên đồng xu (tiếng Anh: Chop marks on coins; Tiếng Trung: 戳记), là các ký tự tiếng Trung được các thương gia đóng lên đồng xu để xác nhận trọng lượng và hàm lượng bạc của đồng xu.
Bắt đầu từ thế kỷ XVIII, một số đồng bạc châu Âu, Mỹ và Nhật Bản (thường được gọi là dollar thương mại) bắt đầu lưu hành ở Viễn Đông. Mỗi thương gia có ký hiệu riêng để đóng dấu lên đồng bạc và đồng bạc này được qua tay nhiều thương gia khác nhau khiến cho bề mặt bị đóng chằng chịt các ký tự, khiến cho hình dạng bề mặt ban đầu bị xoá mất.
Hoạt động này kéo dài cho đến khi Trung Quốc bãi bỏ lưu hành đồng bạc vào năm 1933.